# Тан Цзинь
Тан Цзинь (кит. трад. 唐進, упр. 唐进, пиньинь Táng Jìn; 1897—1984) — китайский ботаник, специалист по систематике однодольных растений.

## Биография
Тан Цзинь родился в 1897 году на территории района Уцзян провинции Цзянсу. Учился в Пекинском сельскохозяйственном университете, в 1926 году окончил агрономическое отделение.
С 1935 по 1938 Тан работал в Королевских ботанических садах Кью, после чего вернулся в Китай. После создания Китайской академии наук он стал её действительным членом и был назначен научным сотрудником Фаньского института биологии в Пекине.
Тан издал множество публикаций по ботанике, часто в соавторстве с Ван Фацзуанем Длительное время он работал в редакции фундаментальной монографии Flora of China. Он был одним из авторов разделов, посвящённых семействах Орхидные, Лилейные, Осоковые.
Также Тан впервые перевёл на китайский язык многие работы Чарльза Дарвина.
Тан Цзинь скончался в 1984 году.

## Некоторые научные публикации
- 唐进, 汪发纘. 种子植物. — 1961. — 261 p.

## Растения, описанные Цзинь
Описал более тысячи наименований растений.
| Фотография | Название                              |
| ---------- | ------------------------------------- |
|            | Disporum megalanthum F T Wang et Tang |

## Некоторые виды растений, названные в честь Тан Цзиня
- Carex tangiana Ohwi, 1936
- Carex tangii Kük., 1932
- Peristylus tangianus S.Y.Hu, 1974 [≡ Herminium tangianum (S.Y.Hu) K.Y.Lang, 1987]
- Poa tangii Hitchc., 1930
- Salix tangii K.S.Hao ex C.F.Fang & A.K.Skvortsov, 1998